# Woolwich-Fähre

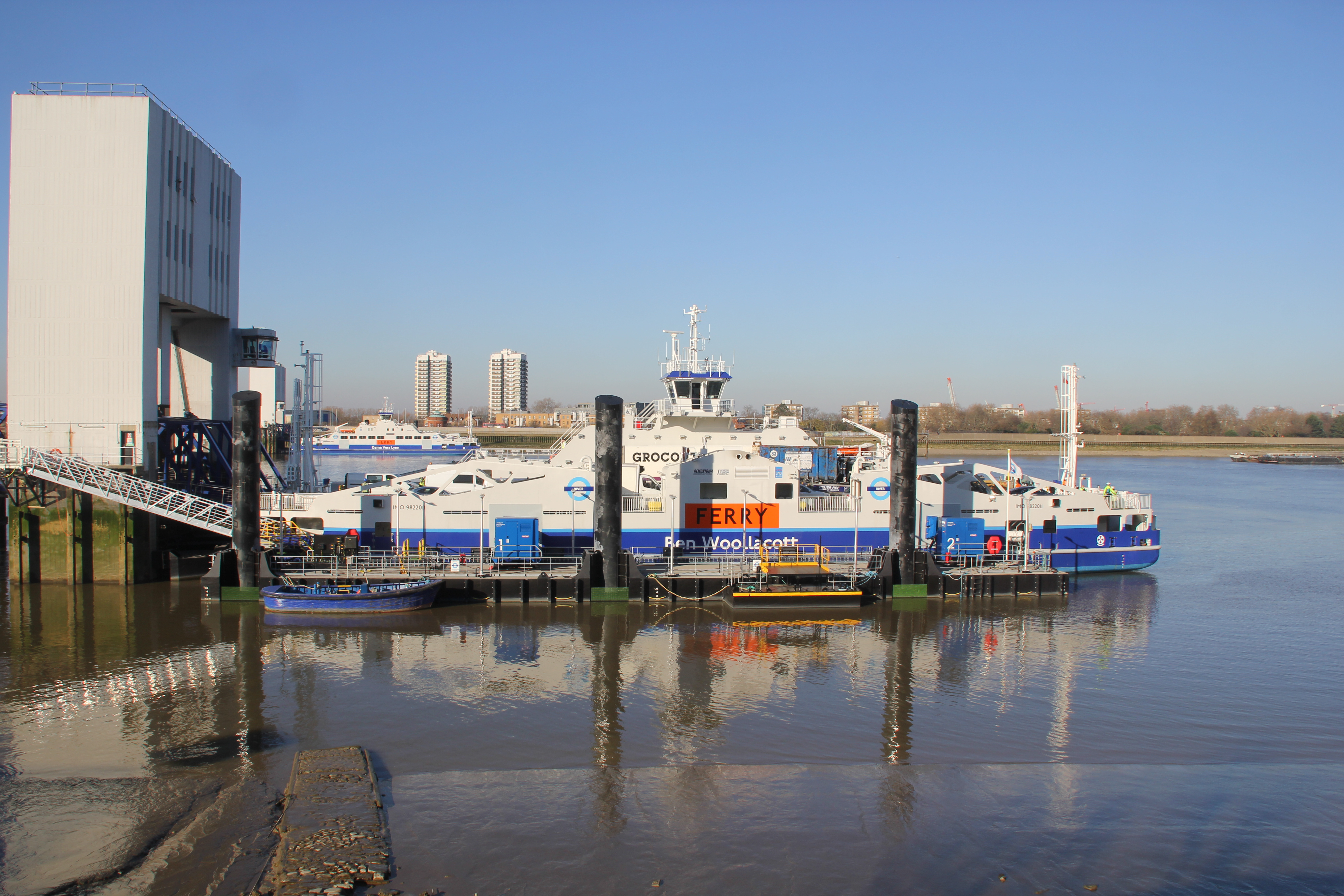
Die beiden Fähren des Typs LMG 60-DEH am Anleger in Woolwich bzw. North Woolwich

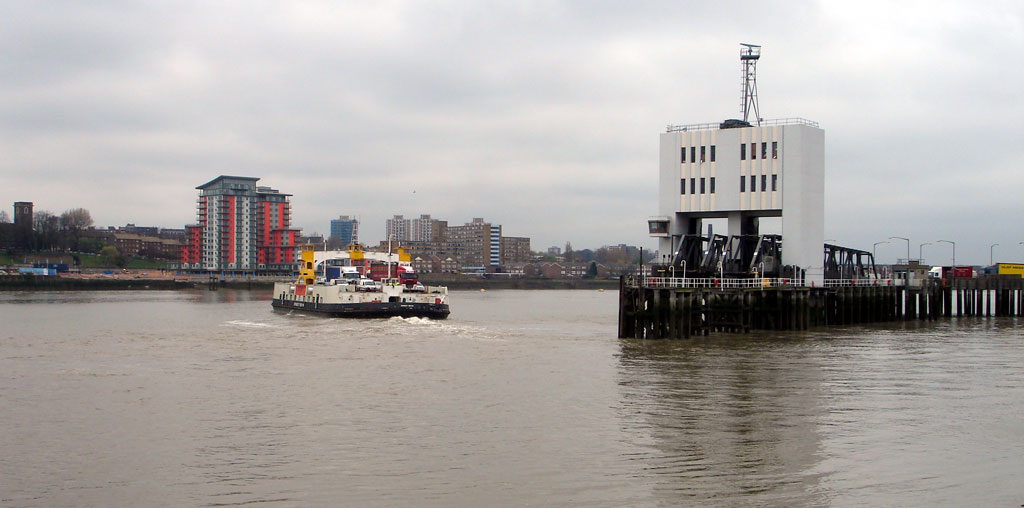
Eine der bis Oktober 2018 betriebenen Fähren an der nördlichen Anlegestelle

Die Woolwich-Fähre (englisch Woolwich Ferry) verkehrt über den Fluss Themse in London. Sie verbindet North Woolwich im Stadtbezirk London Borough of Newham auf der Nordseite mit Woolwich im Stadtbezirk Royal Borough of Greenwich auf der Südseite. Darüber hinaus stellt sie eine Verbindung zwischen den Hauptstraßen A205 und A406 her, die zusammen die innere Ringstraße Londons bilden. Die Benutzung der Fähre ist kostenlos.

## Geschichte
Bereits im 14. Jahrhundert verkehrte an dieser Stelle eine Fähre. Sir Joseph Bazalgette regte die Einführung eines kostenlosen Fährbetriebs an. Dieser nahm am 23. März 1889 den Betrieb auf und stand unter der Aufsicht des Metropolitan Board of Works. Heutiger Besitzer ist die Verkehrsbehörde Transport for London, die Betriebsführung übernimmt die Stadtbezirksverwaltung von Greenwich.
Der Fährbetrieb besaß drei Schiffe, die 1963 in Dundee von der Caledon Shipbuilding & Engineering Company gebaut wurden und über Voith-Schneider-Antriebe verfügten. Sie waren nach Politikern aus der Gegend benannt: Ernest Bevin, John Burns und James Newman. Die Schiffe konnten 500 Passagiere sowie Fahrzeuge mit einem Gesamtgewicht von 200 Tonnen befördern.
Diese Fähren wurden im Oktober 2018 außer Dienst gestellt und Anfang 2019 durch zwei auf der Remontowa-Werft gebauten Neubauten des Typs LMG 60-DEH ersetzt. Die Ben Woollacott und die Dame Vera Lynn haben einen Hybridantrieb und können 45 Fahrzeuge und 150 Fahrgäste befördern.
Montags bis freitags verkehren die Fähren alle zehn Minuten von 06:10 bis 20:00 Uhr (zwei Schiffe), samstags alle 15 Minuten von 06:10 bis 20:00 Uhr (ein Schiff) und sonntags alle 15 Minuten von 11:30 bis 19:30 Uhr (ein Schiff). Für Fußgänger besteht auch die Möglichkeit, den Fluss durch den nahen Woolwich-Fußgängertunnel zu unterqueren; Kraftfahrzeuge hingegen müssen außerhalb der Betriebszeiten größere Umwege in Kauf nehmen. 
Etwas weiter flussabwärts war die Thames Gateway Bridge in Planung, die den Fährbetrieb entbehrlich gemacht hätte. 2008 wurde das Projekt durch den (damals) neuen Bürgermeister von London, Boris Johnson, gestoppt.